# Космічний човен Калістер
«Космічний човен Калістер» (англ. USS Callister) — перший епізод четвертого сезону телесеріалу-антології Чорне дзеркало. Сценарій написав творець серіалу Чарлі Брукер спільно з Вільямом Бріджесом. Режисером виступив Тобі Гейнс. Прем'єра відбулася 29 грудня 2017 року на каналі Netflix.
Епізод розповідає історію Роберта Дейлі, роль якого виконав Джессі Племенс. Дейлі — відлюдний, але талановитий програміст та співзасновник популярної масової багатокористувацької онлайн-гри, який страждає від нестачі визнання його заслуг своїми співробітниками. Він зганяє злість у цій грі, створивши в ній схожу на Зоряний шлях пригоду, персонажами якої зробив симульовані за допомогою ДНК імітації своїх співпрацівників. У цьому світі він — капітан космічного човна, якому всі мусять коритися і поклонятися. Коли він додає у гру новеньку зі свого справжнього офісу Нанетт Коул (Крістін Міліоті), вона надихає інші копії повстати проти Дейлі.
На відміну від більшості епізодів Чорного дзеркала, «Космічний човен Калістер» має явну комедійну складову та багато спецефектів. Як фанат Зоряного шляху, Бріджес приділив велику увагу деталям, аби відтворити його атмосферу, хоча сама серія скидається скоріше на епізод «Це хороше життя» серіалу Сутінкова зона.
Епізод отримав схвальні відгуки глядачів, які високо оцінили сюжет та акторську гру. Деякі критики назвали головною темою випуску чоловіче зловживання владою і навіть порівняли його головного героя Роберта Дейлі із Гарві Вайнштайном.

## Сюжет
Капітан Дейлі (Джессі Племенс) та його команда на борту космічного човна Калістер намагаються здолати свого головного ворога Валдака. Вони знищують його корабель, але супротивнику вдається втекти у рятівній капсулі.
У реальному світі Роберт Дейлі приходить на роботу — він співзасновник коропорації Калістер та працює там головним інженером. Корпорація є розробником масової багатокористувацької гри Нескінченність, дія якої відбувається у симульованій реальності за допомогою нейронного інтерфейсу. Нова працівниця Нанетт Коул (Крістін Міліоті) знайомиться з Дейлі. Коул влаштувалася на цю роботу, бо в захваті від коду написаного Дейлі. Вона з'ясовує, що він є фанатом давнього телесеріалу, який називався Космічний флот. Співзасновник компанії Джеймс Волтон (Джиммі Сімпсон) заходить до кабінету Дейлі та кричить на нього через те, що затримується вихід чергового патчу. Ввечері Дейлі повертається додому та використовує свою приватну копію Нескінченності, модифіковану під елементи Космічного флоту. У грі Дейлі заходить на космічний човен Калістер та з люті нападає на одного з членів екіпажу, Волтона.
На роботі Дейлі чує, як інша працівниця Шаня Ловрі (Мікаела Коел) попереджує Нанетт триматися подалі від нього. Після цього він використовує ДНК Коул із паперового стаканчика з кавою, щоб створити і її копію для своєї гри. Коул прокидається на човні, збентежена і розгублена, не розуміючи, де вона перебуває. На борту вона бачить членів екіпажу, які також є працівниками у компанії Калістер: окрім Волтона і Ловрі, тут також програміст Дудані (Пол Реймонд), секретарка Єлена (Міланка Брукс) та практикант Нейт Пакер (Осі Іхайл). Вони пояснюють їй, що, хоча вона досі існує у реальному світі, тут вона лише цифрова копія у грі Дейлі, яку він використовує, аби зганяти свою злість за те, що відбувається у його реальному житті, а також щоб реалізовувати власні фантазії, як-то: переслідування Валдака чи поцілунки з жіночими персонажами. Прибуває Дейлі, але Коул відмовляється співпрацювати з ним. Дейлі робить так, що та починає задихатися, аж доки не погоджується на його умови. Команда вирушає у пригоду разом із шокованою Коул.
Коли Дейлі виходить із гри, Коул розробляє план. Вона зламує систему і відправляє повідомлення самій собі у справжньому житті. Реальна Коул розповідає про це Дейлі, а той переконує її, що це спам. Дейлі повертається до гри і погрожує команді знову. Ловрі заступається за Коул, через що Дейлі перетворює її на монстра та саджає в камеру до Валдака, щоб надалі висадити її на безлюдній планеті. Волтон розповідає Коул, як колись, щоб покарати того, Дейлі привів у гру копію його сина і викинув її у відкритий космос на його очах.
Коул помічає кротовину в їхньому всесвіті, яка, на її думку, є втіленням оновлення, що відбувається з версією гри на комп'ютері Коула. Вона розробляє новий план. Спочатку вони шантажують реальну її інтимними світлинами. Коли Дейлі повертається у гру, Коул витягує його на чергову місію та знаджує того плавання в озері. Тим часом справжня Коул замовляє піцу для Дейлі, щоб він поставив гру на паузу. Поки Дейлі спілкувався із доставником піци, реальна Коул викрадає з його холодильника колекцію ДНК (співробітників компанії Калістер та сина Волтона), щоб він не зміг створити їхні нові копії. У грі ж команда летить у кротовину з надією остаточно померти. Дейлі повертається у гру і намагається переслідувати Калістер, але човну вдається пролетіти крізь кротовину, у той час як стара версія гри разом із Дейлі автоматично видаляє себе. У реальному житті Дейлі не приходить до притомности. Космічний човен Калістер опиняється в онлайн-версії гри та наривається на конфлікт із користувачем під ніком Гравець691 (Аарон Пол), після чого здійснює гіперстрибок кудись у віртуальному всесвіті.

## Аналіз
Епізод засвідчує пошану Зоряному шляху. Через використання схожих декорацій епізод порівнюють із іншим пародійним фільмом У пошуках галактики. Один з рецензентів угледів у «Космічному човні Калістер» критику сексизму у Зоряному шляху та серед його фанатів, а інший назвав його «жорстокою пародією та мізандрійною атакою». Сам Брукер заявив, що він «не хотів, щоб це мало вигляд нападку на фанатів класичної наукової фантастики». Сюжет епізоду подібний до сюжету оповідання «Я не маю рота, але мушу кричати», персонажів якого катують усередині відеогри. Також ця історія нагадує Історію іграшок. Епізод назвали «найбільш кінематографічним» у серіалі, враховуючи його яскраві кольори та масштабні вигадані краєвиди. Хоча подеколи серія є похмурою та здіймає серйозні питання, вона все ж значно гумористичніша, ніж усі попередні епізоди Чорного дзеркала, вона містить багато коротких жартів та візуальних гегів, а також закінчується відносним гепі-ендом, на відміну від інших епізодів. Сюжетний поворот розкривається поступово, а не різко, як у попередніх епізодах.
Головний герой Роберт Дейлі має нещасливе життя, адже у колективі не віддають належне його заслугам та зневажають його. Епізод розпочинається з типового голівудського прийому: соціально неуспішний чоловік зустрічає молодшу жінку, яка цінує його розум. Глядач спочатку симпатизує Дейлі, але замість того, щоб пара покохала одне одного, глядач дізнається правду про Дейлі. Як капітан космічного човна Калістер, він зловживає владою, змушуючи членів екіпажу поводитися інакше, ніж у реальному житті. Наприклад, Волтон, перетворюється з його начальника на підлабузника. Так само, як і з онлайн-залякуванням, Дейлі не надає значення тому болю, якого завдає віртуальним клонам, розглядаючи їх лише як дійових осіб.
На думку критиків, Дейлі діє як архетип білого чоловіка в мережі, який займається цькуванням у мережі, оскільки є ізгоєм у реальному житті, або через те, що сам колись став жертвою такого цькування. Чарльз Брамеско з видання Vulture зауважує, що, хоча Роберт ніколи не ґвалтував жодну жінку-члена екіпажу, втім, він поводиться як типовий ґвалтівник. Трістрам Фейн Сондерс із Дейлі телеграф називає епізод «гострою атаку на всі твори з головним персонажем-чоловіком» та прирівнює сексуальні фантазії Дейлі до домагань Гарві Вайнштайна. Сара Монюшко з USA Today робить таке саме порівняння, наводячи як аргумент те, що поведінка Дейлі, коли жінки відмовляються йому коритись, аналогічна поведінці Вайнштайна у такій самій ситуації.

## Виробництво
Інтерв'ю для Variety.
Перші два сезони Чорного дзеркала були показані на телеканалі Channel 4 у Великій Британії, а у вересні 2015 Netflix замовив сезон на 12 епізодів і в березні 2016 купив права на серіал за 40 млн доларів. Замовлення на 12 епізодів було поділене на два сезони, по шість епізодів кожен.
Сценарій епізоду написав творець серіалу Чарлі Брукер разом із Вільямом Бріджесом, який раніше також брав участь у написанні сценарію до епізоду третього сезону «Заціпся і танцюй». За словами Брукера, епізод був задуманий як «чорнодзеркальна версія космічного епосу», а його ідея з'явилася під час знімання епізоду третього сезону «Бета-тест». Натхнення на історію черпали з епізоду «Це хороше життя» серіалу Сутінкова зона, а також з персонажа коміксу Віз; сам Чарлі Брукер порівнює Дейлі із диктатором Кім Чен Ином. Подеколи епізод є дуже млявим, але містить багато комедійних елементів, нехарактерних для серіалу, а Брукер вважає, що це наймейнстрімніший епізод. Крім цього, Брукер порівнює епізод з серією третього сезону «Сан Джуніперо»: за його словами, обидва ці епізоди були «наслідком свідомого рішення розширити уявлення про те, що являє собою серіал».
Сценарій було написано у листопаді 2016 Чарлі Брукером та Вільямом Бріджесом. Будучи великим фанатом Зоряного шляху, Бріджес запропонував багато елементів з нього, які були використані в епізоді. За словами Брукера, він не мав на меті нападати на Зоряний шлях, серіал, який «значно випередив свій час». Вони не могли брати елементи безпосередньо з Зоряного шляху через порушення авторських прав, тож натомість стилізували декорації під Зоряний крейсер «Галактика». Також у серії обігрується історія Зоряного шляху: починається у форматі 4:3, у якому виходив оригінальний серіал, потім у широкоекранному форматі, а потім — зі зміненим дизайном космічного човна та костюмів, які символізують перезапуск франшизи, здійснений Дж. Дж. Абрамсом. Планувалося, що персонаж Дейлі буде неприємним з самого початку, проте це змінили, аби протистояння Дейлі і Волтона мало ефект несподіванки. Брукер заявив про смерть Дейлі з голоду після подій епізоду, адже на його дверях залишився знак «Не турбувати». Гейнс наполягав на тому, що останньою має бути сцена в домі Дейлі, а не щаслива сцена, у якій космічний човен Калістер починає гру у Нескінченності, але Брукер переконав його у протилежному, бо не кожен епізод Чорного дзеркала має закінчуватися трагічно.
В епізоді знялися Джессі Племенс, відомий за участі у серіалі Фарго, та Крістін Міліоті, яка раніше знімалася у Фарго та Як я познайомився з вашою мамою. Міліоті погодилася на цю роль, прочитавши лише декілька сторінок сценарію; вона заявила в інтерв'ю, що Нанетт — це «лідерка, яка бореться проти дріб'язкового хулігана-мізогініста». Джиммі Сімпсон (відомий за серіалом Край «Дикий Захід») та Мікаела Коел — також виконують головні ролі; Коел раніше вже знімалася у Чорному дзеркалі - в епізоді «Під укіс». Аарон Пол зробив голосове камео в кінці епізоду, а наречена Племенса Кірстен Данст зробила камео на його початку.
Режисер Тобі Гейнс раніше працював над серіалами Шерлок та Доктор Хто. Частина епізоду була відзнята на Канарських островах, знімання розпочалися у січні 2017. Спецефекти були здійснені компанією Framestore; за словами Брукера, у цьому епізоді найбільше спецефектів за всю історію серіалу.
Продюсерка Луїза Саттон раніше працювала над серіалами Вулиця коронації, Суто англійські убивства, Смерть у раю та здобула дві премії BAFTA.

### Маркетинг
У травня 2017 на Reddit неофіційно оголосили назви усіх шести епізодів та імена режисерів. Перший трейлер було оприлюднено 25 серпня 2017, у ньому містилися всі шість назв. У вересні 2017 було оприлюднено дві промо-світлини з четвертого сезону, включаючи одну з «Космічного човна Калістер».
Починаючи з 24 листопада 2017, Netflix оприлюднював серію постерів та трейлерів до четвертого сезону серіалу, цю акцію назвали «13 днів Чорного дзеркала». Постер до «Космічного човна Калістер» опублікували 4 грудня, а трейлер — 5. Наступного дня Netflix оприлюднив трейлер, у якому містилися кадри з усіх епізодів сезону та анонс того, що сезон вийде 29 грудня.
Ще до виходу сезону «Космічний човен Калістер» описували як найочікуваніший епізод, його порівнювали із епізодом «Сан Джуніперо», який став найуспішнішим епізодом попереднього сезону.

## Критика
«Космічний човен Калістер» дехто називає найкращим у четвертому сезоні і одним з найкращих у серіалі взагалі. Чарльз Брамеско з Vulture поставив йому 5 із 5 зірок. Трістрам Фейн Сондерс із Дейлі телеграф — 4 зірки. Джейкоб Столворті з Індепендент стверджує, що 76 хвилин хронометражу були використані ефективно та зауважує, що тепер існує імовірність зробити спін-оф цього епізоду у майбутньому. Крім того, на його думку, «перемикання між жанрами забезпечує купу веселощів». Алек Бойлад з сайту Den of Geek поставив епізоду 5 зірок, високо оцінивши гру акторів, зокрема, Міліоті, Племенса та Сімпсона, а також зверну увагу, що Брукер значно виріс як письменник. В іншій рецензії там же Раян Лембі називає епізод тріумфом.
Зак Гендлен з The A.V. Club поставив епізоду A–, написавши, що кінцівка покваплива, а цю тему в серіалі уже було досліджено, проте високо оцінив спосіб подачі епізоду. Оглядач Metro Адам Старкі критикує епізод через те, що «початкові стрибки сюжету сприймаються занадто важко» та через тривалість, але вважає його кінцівку «дивовижно відкритою». Адам Ділео з IGN вважає акторський склад «фантастичним», а спецефекти «такими, від яких відвисає щелепа», але критикує сюжет за передбачуваність.
Джаред Вітлі з сайту TrekMovie.com дав негативний відгук на епізод, назвавши його «кривобоким […] мультяшним задротством». На його думку, Дейлі мав би бути реабілітованим, а не вбитим та не схвалює того «болісно очевидного послання» до «вайлуватих юнаків, які захоплювалися науковою фантастикою до того, як це стало мейстрімом». Втім, Вітлі високо оцінив використання посилань на Зоряний шлях та розумний сценарій.